# Großsteingräber in Dänemark

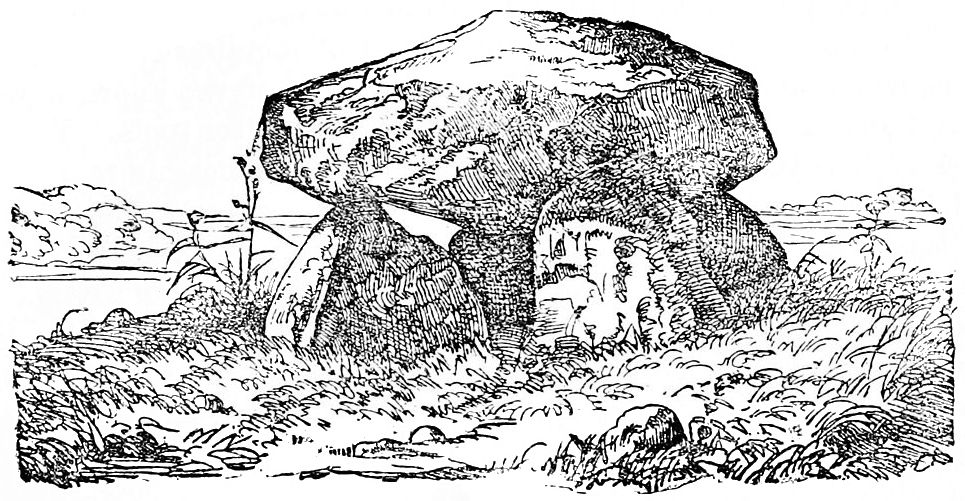
Ein Dolmen, auf Dänisch dysse

Mit dem Bau von Großsteingräbern in Dänemark begannen jungsteinzeitliche Träger der Trichterbecherkultur (TBK) um etwa 3500 v. Chr. In den folgenden 700 Jahren, bis zum Ende der TBK etwa 2800 v. Chr., entstanden hier nach Schätzung dänischer Quellen etwa 20.000 Dolmen und über 6000 Ganggräber. 4700 Dolmen, dänisch dysser, und über 700 Ganggräber, dänisch jættestuer, sind belegt. 2800 sind erhalten und davon rund 2400 geschützt.

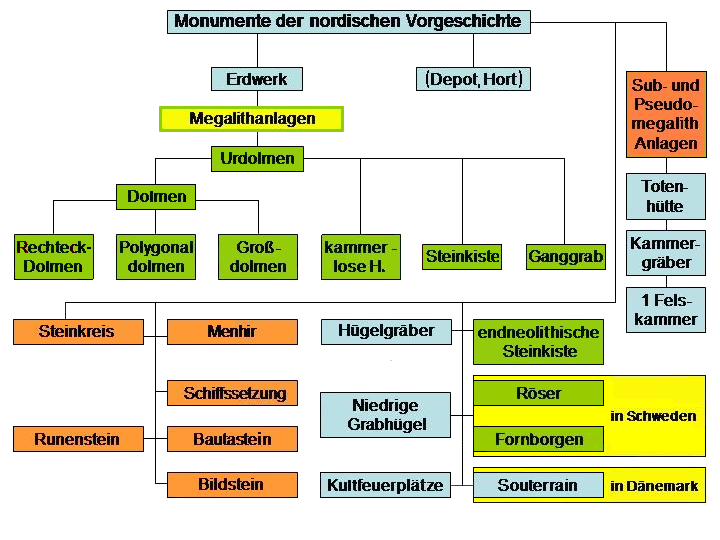
Nordische Megalitharchitektur

Die ältesten Dolmen sind kleine, rechteckige, allseits geschlossene Urdolmen. Als deren Vorläufer gelten kleine Steinkisten auf Nordseeland und Anlagen vom Typ Konens Høj vor allem in Jütland. Auch die frühen Steinkisten waren aus Findlingen errichtet oder hatten einen megalithischen Deckstein. Ungestörte Funde zeigen, dass die Toten meist nicht im Skelettverband deponiert waren, doch gibt es auch vollständige Skelette. Eine Ausgrabung bei Bøjden auf Fünen ergab, dass auch die ältesten Dolmenformen (selten) polygonal sein konnten. Die Kammern wurden in Rund- oder Langhügeln errichtet, die von einer Randsteinkette umgeben waren.
Etwas jünger ist ein Dolmentyp, bei dem ein seitlicher Kammerstein niedriger ist als die anderen, sodass er einen Schwellenstein, eine Grenzmarke am Eingang zur Kammer bildet. Bisweilen sind ein oder zwei Paare von Steinen als Gang vorgesetzt; später betragen die Ganglängen bis zu zehn Meter.

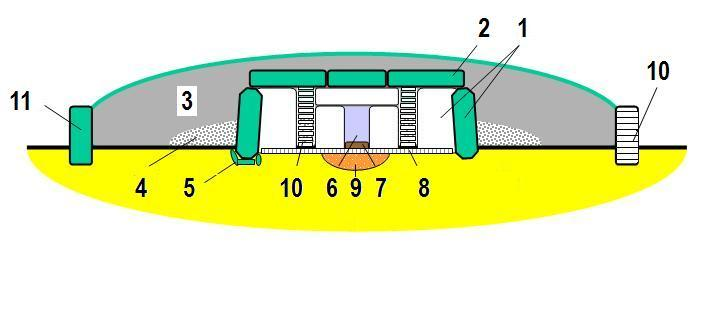
Schema eines Ganggrabs im Querschnitt – 1) Tragstein, 2) Deckstein, 3) Erdhügel, 4) Dichtung, 5) Verkeilsteine, 6) Zugang, 7) Schwellenstein, 8) Bodenplatten, 9) Unterbodendepots, 10) Zwischenmauerwerk, 11) Randsteine

Ab etwa 3300 v. Chr. entstanden die Polygonaldolmen mit vieleckigen Kammern. Um die gleiche Zeit kamen auch Großdolmen, dänisch stordysser, und Ganggräber auf. Während die jütländischen Ganggräber oval sind, haben die inseldänischen, vermutlich etwas jüngeren, teils sehr große, stets rechteckige Kammern. In einigen der auf Seeland ausgegrabenen Ganggräbern lagen die Skelette von rund hundert Toten. Vollständige Skelette wurden in Rücken- oder Seitenlage gefunden. Daneben waren auch Skelettteile eingebracht worden, teilweise nach Knochenarten sortiert.

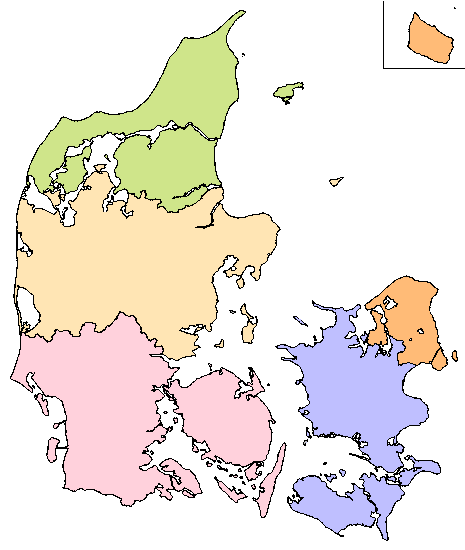
Karte der Regionen Dänemarks

Die meisten Ganggräber liegen in Rundhügeln; doch auf Langeland (z. B. Ganggrab vom Myrebjerg) und Lolland (Kong Svends Høj) sind es öfter Hünenbetten. Lücken zwischen den Findlingen wurden durch ein Zwischenmauerwerk gestapelter, flacher Steinplatten gefüllt. Der Boden der Kammer war mit Schichten unterschiedlichen Materials gepflastert. Die Anlagen wurden mit Steinplatten verschlossen, die eine intermittierende Nutzung der Kollektivgräber ermöglichten. Wurde die Nutzung endgültig eingestellt, so wurde der Zugang mit Steinen gesperrt.
Rund 60 als Doppelanlagen errichtete Ganggräber, dänisch dobbelt- oder tvillingejættestue, sind bekannt. Hier liegen zwei Kammern dicht nebeneinander im selben Hügel (z. B. Ettrup) oder weisen an ihren benachbarten Schmalseiten gemeinsame Tragsteine auf (z. B. Klekkende Høj).
Dreißig der dänischen Ganggräber haben Nebenkammern, dänisch jættestue med bikammer. 25 dieser Anlagen findet man in Jütland um den Limfjord (z. B. Lundehøj), drei auf Seeland (z. B. Hørhøj), je zwei auf Lolland (Bag-Hyldehøj) und Falster.
Ein Unikat ist der Hvisselhøj, bei dem ein zentraler Gang drei parallele Kammern erschließt, die in der Art von drei jeweils kürzeren Brotlaiben hintereinander liegen. Die Nebenkammern wurden gleichzeitig mit der Hauptkammer ausgeführt. Dass sie eine besondere Funktion hatten, wird daraus abgeleitet, dass andernorts um diese Zeit Quartier-Anlagen entstanden, die eine noch differenziertere Aufteilung der Kammern zeigen.
Die dänische Megalithik strahlte nach Norddeutschland und Schweden aus und wurde von dort beeinflusst.